# 罗伯特·威廉·本生

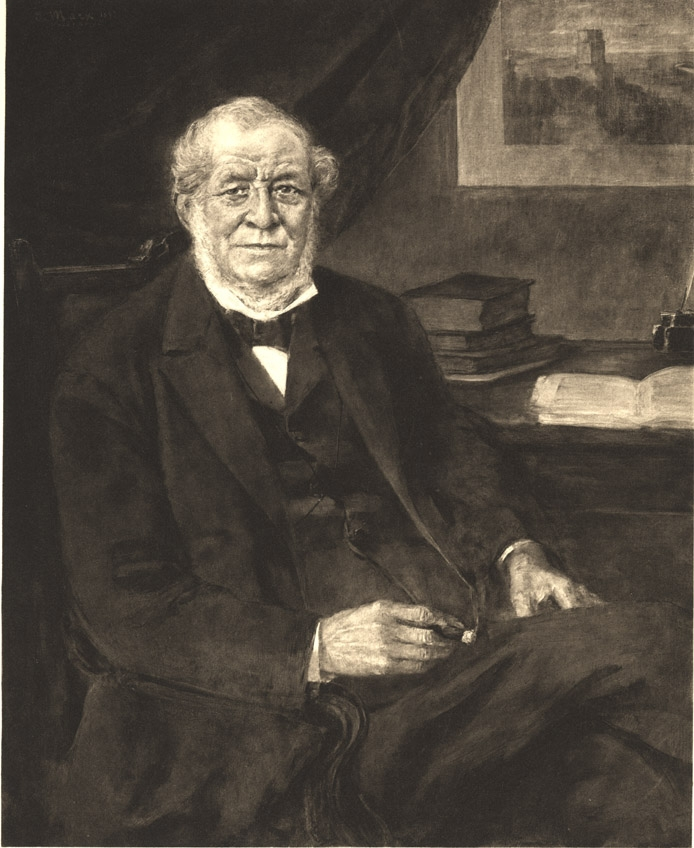
罗伯特·威廉·本生

罗伯特·威廉·本生（德語：Robert Wilhelm Bunsen，1811年3月30日—1899年8月16日），德国化学家。元素銫（1860年）和銣（1861年）的發現者，本生灯以他命名，此外他研究了热体的电磁波谱。本生开发了多种气体分析方法，是光化学的先驱，并在有机砷化学领域做了早期工作。

## 早年
本生1811年3月出生于哥廷根（现属德国下萨克森州，当时是威斯特法伦王国的一部分），是四个兄弟中最年轻的一个。父亲是哥廷根图书馆负责人和哥廷根大学哲学教授。1828年本生在霍尔茨明登读完了中学，他进入在格丁根大学就读。他的导师是弗里德里希·斯特罗默耶，数学教师是卡尔·弗里德里希·高斯。1831年他获得了自己的博士学位。1832和1833年他在德国、法国、奥地利等地漫游，在吉森结识了弗里德利布·费迪南德·龙格、尤斯图斯·冯·李比希，在波恩结识了艾哈德·米特切林希。

## 哥廷根
回到德国后他在哥廷根大学任教，他开始试验研究金属盐在砷酸中溶解性。他的发现导致了至今仍在使用的用氢氧化铁作为砷中毒的解毒药的办法。1836年本生接替弗里德里希·维勒的卡塞尔理工学院教授职位，他在那里任教三年后赴马尔堡大学担任副教授。在马尔堡大学他继续研究四甲基二砷。他的工作为他很快带来了新的名声，但他自己差點死于砷中毒。在一次试验中一个试验瓶爆裂，一块玻璃屑飞入他的一个眼珠，导致他一眼失明。1841年本生發明了碳电极。这样的碳电极可以在威廉·罗泊特·格鲁夫发明的电池中取代昂贵的铂电极。

## 海德堡

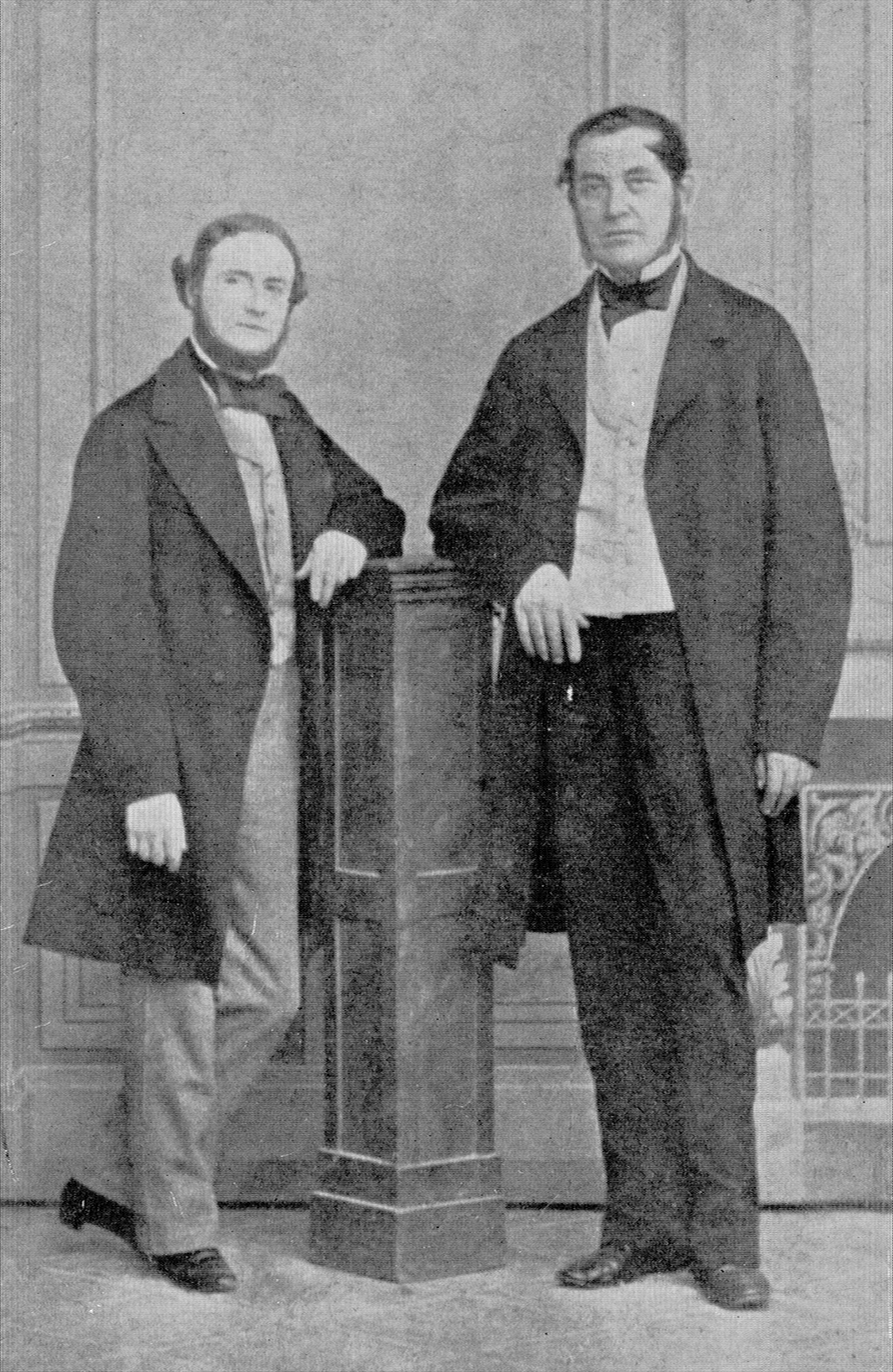
古斯塔夫·基尔霍夫(左)和罗伯特·本生(右)

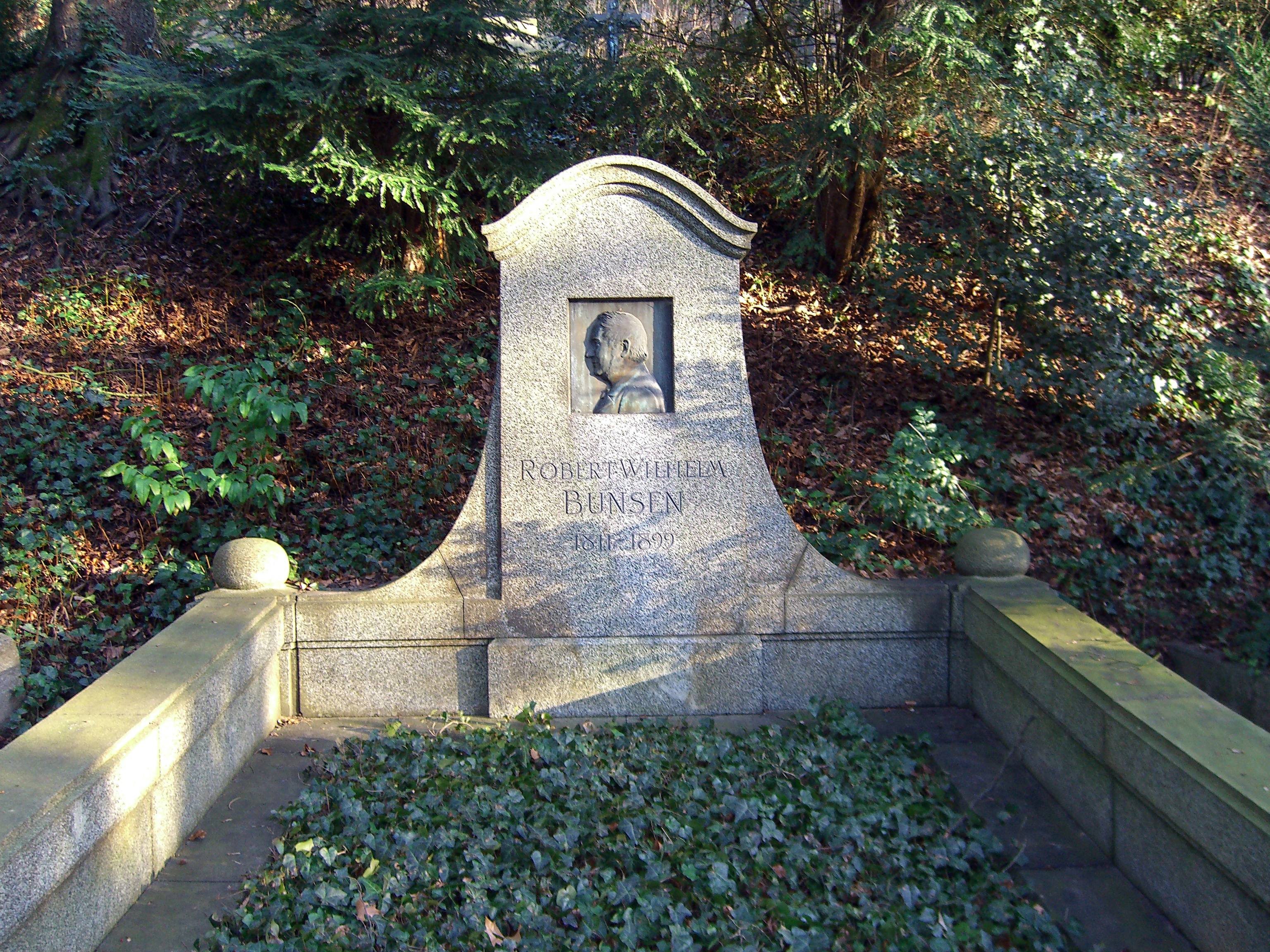
罗伯特·本生墓

1852年本生赴海德堡继任列奥波德·格麦林的教授位。他使用硝酸成功地利用电解的方法获得了纯的金属如铬、镁、铝、锰、钠、钡、钙和锂。他与亨利·恩菲尔德·罗斯科合作多年来研究使用氢和氯来制作盐酸的问题。1859年本生中断了与罗斯科的合作开始与古斯塔夫·罗伯特·基尔霍夫研究加热的金属的放射光谱。通过光谱分析人们可以在火焰中观测化学物质的典型的谱线。为此本生完善了专门的法拉第发明的汽灯，后来这种汽灯被称为本生灯。
当时认为已经知道某种元素有特定的火焰颜色，但并未进行系统的研究。1860年/61年本生和基尔霍夫在一个泉水中发现了铯和铷。通过他们的研究人们才能够解释太阳光谱中的夫琅禾费线，这是现代天文学的一个重要基础。1877年他们两人获得了戴维奖章。在2004年,本生的助手为他做试验和教课写下的笔记被发现，那位助手的一个后代（现在加利福尼亚州任教授）将这些笔记送给了海德堡大学。

## 晚年
本生在78岁退休后开始研究他一直作为爱好的地理学和矿物学。1899年他于88岁时在德国海德堡逝世。

## 评论
罗斯科悼念本生时说：“作为一个科学家，本生是伟大的；作为一个导师，他更伟大；作为一个人和一个朋友，他是最伟大的。”